# ヌクレオモルフ
ヌクレオモルフ（nucleomorph; nucleo-'核'＋morph '形をしたもの'）は退化した共生体の核で、一部の藻類の葉緑体内に見られる。クリプト藻とクロララクニオン藻のみで報告されている。

## 概要
ヌクレオモルフは1974年、Greenwoodによってクリプト藻から初めて発見され、続いてHibberd＆Norris（1984）によりクロララクニオン藻からも発見された。これがDNAを含むと報告したのはLudwig＆Gibbs（1985）である。
ヌクレオモルフは細胞内共生説を強く支持する細胞小器官であり、その起源は葉緑体として取り込まれた真核生物の細胞核であると言われている。葉緑体遺伝子による分子系統解析の結果から、クリプト藻では紅藻、クロララクニオン藻では緑藻がその由来であるとされている。いずれの場合にも、光合成能を持った真核生物が食作用によって宿主細胞内に取り込まれ、そのまま細胞内で保持されるうちに細胞小器官が退化し、萎縮した核（と葉緑体としての光合成能）だけが残ったと考えられている。この複雑な細胞内共生の結果、ヌクレオモルフを持つクリプト藻やクロララクニオン藻では、由来を異にする以下の4種類のゲノムが細胞内に存在する状態となっている。
- 細胞核ゲノム（真核）
- ミトコンドリアゲノム（原核）
- 葉緑体ゲノム（原核）
- ヌクレオモルフゲノム（真核）

両植物ともヌクレオモルフの染色体数は3本であり、ゲノムサイズは400-700kb程度と非常に小さい。コードされていた遺伝子の大部分は既に宿主の核へ移動しており、ヌクレオモルフゲノムに残っているのは転写、スプライシング、翻訳といった遺伝子発現自体に関わるものが大部分である。一部の遺伝子は普通の真核遺伝子と同様にイントロンを含むが、その配列長は18-20bpと極端に短い。また、遺伝子間のスペーサー（非コード）領域も通常の真核ゲノムに比べて非常に短く、コード領域が重複する部分もある。

## 形態
クリプト藻のヌクレオモルフは、葉緑体内のピレノイドに埋没する形で存在するものと、ガレット周囲の眼点顆粒付近にピレノイドとは独立に存在するものとの二種類が知られている。前者は複数の属にみられるが、これらの属は単系統群を形成することが分子系統解析により明らかとなっている。
クロララクニオン藻のヌクレオモルフもピレノイド埋没型が多い。クロララクニオン藻ではピレノイドの形態が属レベルで異なり、多様性に富む。その為、ヌクレオモルフの位置も属によって様々である。
ヌクレオモルフを通常の光学顕微鏡で観察することは困難であるが、ヌクレオモルフは前述の通り DNA を含むため、これに結合する蛍光色素である DAPI やヘキストによって染色が可能である。染色したヌクレオモルフは蛍光顕微鏡によって確認できる。詳細な観察には透過型電子顕微鏡が必要である。